# François Pierre de La Varenne
Pour les articles homonymes, voir Varenne.
François Pierre (de) La Varenne, né en 1618 à Dijon où il est mort en 1678, est un cuisinier français.
Cuisinier du marquis d’Uxelles, gouverneur de Chalon-sur-Saône, La Varenne est l’auteur du Cuisinier françois, ouvrage capital marquant le passage de la cuisine médiévale à la grande cuisine moderne, et œuvrant au développement des terminologies culinaires.

## Contexte
Le XVIIe siècle a connu une révolution culinaire qui a fait passer la gastronomie française à l’ère moderne. Les saveurs lourdement épicées héritées de la cuisine du Moyen Âge sont abandonnées au profit des saveurs naturelles des produits. Les épices d’origine exotique (cannelle, cumin, gingembre, muscade, cardamome, nigelle, maniguette…) sont, à l’exception du poivre, remplacées par les fines herbes locales (persil, thym, laurier, cerfeuil, sauge, estragon…) Les saveurs aigres-douces sont bannies et toute trace de sucre (considéré comme une épice au Moyen Âge) hors des desserts est considérée comme une faute de goût. De nouveaux légumes comme le chou-fleur, l’asperge, les petits pois, le concombre ou l’artichaut sont introduits. Le soin apporté à la cuisson des viandes vise à conserver le maximum de leur goût. Les légumes doivent être frais et précoces. Le poisson, bénéficiant de l’amélioration des communications, doit être d’une fraîcheur irréprochable. Les mets doivent respecter l’intégrité gustative et visuelle des ingrédients au lieu de chercher à les masquer comme c’était le cas auparavant. Une phrase de La Varenne résume bien sa philosophie à ce sujet : « Quand je mange une soupe aux choux, je veux qu’elle ait goût de chou. »

## Œuvre
Publié en 1651, Le Cuisinier françois est le premier livre de cuisine à mettre en pratique les considérables innovations culinaires accomplies en France au XVIIe siècle en codifiant la cuisine de façon méthodique, à l’aide de règles et de principes. C’est le premier livre de cuisine où le lecteur moderne trouvera des recettes reconnaissables, comme le « bœuf à la mode », les « œufs à la neige », la « bisque », etc… Dans ce livre, il y a la première mention du bouquet garni, des fonds de cuisine, des réductions, de l’usage du blanc d’œuf pour clarifier les gelées, etc. Il y a également des liaisons à base de champignons, de truffes et d’amandes. Il contient aussi la première recette de mille-feuilles. Les légumes sont extensivement traités. Une recette « avec du bon beurre frais, un peu de vinaigre, sel et muscade, et un jaune d’œuf pour lier la sauce » proposée pour accompagner les asperges y préfigure la sauce hollandaise. Il y a également mentionnées pour la première fois des expressions professionnelles telles que « à la mode », « au bleu » ou « au naturel » aujourd’hui passées dans le vocabulaire spécialisé. Il a inventé la duxelles et surtout, remplacé les sauces à base de pain par les roux. Il a remplacé l’usage du saindoux par le beurre.
Le succès du Cuisinier françois a été tel qu’il a été publié à plus de 250 000 exemplaires avec environ 250 éditions et qu’il a été réimprimé en France jusqu’en 1815. C’est le premier ouvrage français de cuisine à avoir été traduit en anglais. Il a connu des éditions pirates à Amsterdam et La Haye, et même une imitation, Le Cuisinier françois méthodique, éditée sans nom d’auteur, chez Jean Gaillard, à Paris, en 1660.

### Structure
Le livre paraît différentes années en différentes éditions.
Il est structuré en tables et par saison chrétienne.

### Diversité des ingrédients
Le livre utilise des ingrédients relativement variés :
- Viandes : poules, coqs d'Inde, levreaux, perdrix, bécasses, alouettes, héron, canards, cochons, tortues, bœuf, veau, mouton, lièvre, agneau, oie, chevreuil, bécassine.
- Poissons : moules, huîtres, saumon, grenouilles, écrevisses, limandes, vives, rouget, truite, lotte, lamproie, anguille, homard, langouste, brochet, maquereaux, hareng, sardine, rouget, morue, tanche, seiche, thons, turbo, esturgeon, raie, alose, perche.
- Légumes : navets, pois, laitues, riz, concombres, poireaux, rave, chou-fleur, citrouille, panais, betterave, topinambours, pommes, carotte, lentilles, épinards, brocolis.

Les assaisonnements sont également variés, comme par exemple : 
- Herbes, chicorée blanche, clou, poivre, champignons, amandes, pistaches, citron, sel, grenades, sucre, artichaut, asperges, câpres, vin blanc, fines herbes, safran, thym, persil, poivre blanc, vinaigre, marrons, oignon, épice, orange, romarin, sauge, fleurs, ail, ciboule, groseilles, muscade, beurre, huile d'olive, anchois, moutarde, cannelle, vin rouge, morilles, mousserons, oseille, macarons, huile.

Le laurier est également utilisé.
Autres ingrédients : pruneaux

### Expressions
Le livre utilise des expressions de cuisine, comme trousser, faire blanchir, mitonner, faire rougir.

## Patrimoine
La Varenne pourrait être à l'origine de la béchamel à base de roux en perfectionnant une sauce plus ancienne à base de crème en remplacement des sauces naguère confectionnées à base de pain ou d'amandes, le « potage à la reine » en l’honneur de Marguerite de Navarre. Son nom est associé à diverses préparations culinaires à base de champignons. La « sauce La Varenne » est une mayonnaise additionnée de duxelles, de persil et de cerfeuil.